# Pierre Toubert
Pierre Toubert, né le 29 novembre 1932 à Alger et mort le 5 juin 2025 à Paris,,,, est un historien français, spécialiste du Moyen Âge.

## Biographie

### Jeunesse et études
Pierre Toubert effectue ses études secondaires au lycée Mignet d'Aix-en-Provence, puis au lycée Thiers. Il intègre l'École normale supérieure en 1952. Il est reçu à l'agrégation d'histoire en 1958. Il devient membre de l'École française de Rome en 1958, et le demeure jusqu'en 1961. Il étudie également à l'École pratique des hautes études.

### Carrière universitaire
À partir de 1962, il est incorporé au Centre national de la recherche scientifique avant d'entrer deux ans plus tard comme assistant à la Sorbonne. En 1964, il est nommé directeur d'études à la IVe section de l'École pratique des hautes études (EPHE).
Entre 1973 et 1975, il est maître de conférences en histoire du Moyen Âge, puis en 1976, professeur des universités à la Sorbonne. De 1992 à 2003, il a été professeur d'histoire de l'Occident méditerranéen au Moyen Âge au Collège de France. Il est également membre de la Società romana di Storia Patria et de l’Istituto nazionale di Studi romani, du Conseil national des universités, du Comité des travaux historiques et scientifiques (Cths), du Conseil scientifique à l’École des chartes, du Conseil scientifique du Centre national de la recherche scientifique (CNRS), du Conseil scientifique et du Conseil d’Administration de l’École française de Rome et de la Casa de Velázquez.
Professeur émérite des universités, il est membre de l'Académie des inscriptions et belles-lettres, de l'Academia Europaea et de l'Académie des Lyncéens, de l’Accademia delle Scienze dell’Istituto di Bologna, de l’Academia Pontaniana de Naples, de l'Académie japonaise des sciences et du Medieval Academy of America.

## Apport à l'histoire du Moyen Âge
En 1972, il soutint sa thèse de doctorat intitulée Les Structures du Latium médiéval. Le Latium méridional et la Sabine du IXe siècle à la fin du XIIe siècle (2 vol., 1973), dans laquelle il décrit le phénomène de l'incastellamento (il s'agit du regroupement villageois exercé autour d'un château, en particulier sur le pourtour méditerranéen).
Depuis, les recherches de Pierre Toubert portent en particulier sur l'organisation du peuplement et des sociétés dans l'Italie médiévale entre le haut Moyen Âge et le XIVe siècle.

## Principales publications

### Ouvrages
- Les structures du Latium médiéval. Le Latium méridional et la Sabine du IXe siècle à la fin du XIIe siècle, 2 vols, Rome, École française de Rome, 1973[10].
- Études sur l'Italie médiévale (IXe au XIVe siècle), Londres, 1976.
- Histoire du haut Moyen Âge et de l'Italie médiévale, Londres, 1987.
- Histoire de l'Occident méditerranéen au Moyen Âge, Paris, Le Livre Qui Parle, 2009.
- L'Europe dans sa première croissance : de Charlemagne à l'an mil, Paris, Fayard, 2004.

### Ouvrages collectifs
- L'incastellamento. Actes des rencontres de Gérone (26-27 novembre 1992) et de Rome (5-7 mai 1994) [sous la dir. de Robert Boutruche], Rome, École française de Rome, 1998
- Hommes et sociétés dans l'Europe de l'An Mil [sous la dir. de], Toulouse, Presses Universitaires du Mirail, 2004
- Remploi, citation, plagiat. Conduites et pratiques médiévales (Xe – XIIe siècle) [sous la dir. de], Madrid, Casa de Velázquez, 2009
- Moyen Âge et Renaissance au Collège de France : Leçons inaugurales [sous la dir. de], Paris, Fayard, 2009
- L'eau en Méditerranée de l’Antiquité au Moyen Âge [sous la dir. de], Paris, De Boccard, 2012

## Distinctions

### Décorations
- Officier de la Légion d'honneur[7]
- Commandeur de l'ordre national du Mérite[11]
- Commandeur de l'ordre des Palmes académiques[7]
- Chevalier de l'ordre des Arts et des Lettres[11]

### Récompenses
- Docteur honoris causa de l'Université de Liège[7] ;
- Médaille d'argent du CNRS (1973)[8] ;
- Prix international Galileo Galilei (1975)[8] ;
- Prix « Cultore di Roma » pour l'année (1991)[8] ;
- Prix Augustin-Thierry de l'Académie française (1995)[12].